# Longicrura fusca
Longicrura fusca är en skalbaggsart som beskrevs av Frey 1974. Longicrura fusca ingår i släktet Longicrura, och familjen Melolonthidae. Inga underarter finns listade.